# 北シナイ県
北シナイ県（きたシナイけん、アラビア語: محافظة شمال سيناء）は、エジプトの地方行政区画の一つ。県庁所在地はアリーシュ。2013年の人口は41万6524人で、住民の多くはベドウィンである。

## 地理
シナイ半島の北半分にあたり、北には地中海に面し、南にエジプトの南シナイ県、東にイスラエル、北東でパレスチナ国のガザ地区、に接する。

## 隣接する県
- ガザ地区 ラファフ県
- 南部地区 (イスラエル)
- 南シナイ県
- スエズ県
- イスマイリア県
- ポートサイド県